# دینو فضلیچ
دینو فضلیچ (انگلیسی: Dino Fazlic؛ زادهٔ ۲۱ نوامبر ۱۹۹۱) بازیکن فوتبال است.
از باشگاه‌هایی که در آن بازی کرده‌است می‌توان به باشگاه فوتبال کیدرمینستر هاریرس اشاره کرد.